# Аннув (Мазовецьке воєводство)
Аннув (пол. Annów) — село в Польщі, у гміні Полічна Зволенського повіту Мазовецького воєводства.
У 1975-1998 роках село належало до Радомського воєводства.